# أم سريحة
أم سريحة قرية سعودية، تتبع مركز رهاط في محافظة الجموم بمنطقة مكة المكرمة. تقع في شمال شرق مكة المكرمة بمسافة تقارب (115) كم.